# Dermestes fuliginosus
Dermestes fuliginosus is een keversoort uit de familie spektorren (Dermestidae). De wetenschappelijke naam van de soort werd in 1792 gepubliceerd door Pietro Rossi.